# فوناگاتا، یاماگاتا
فوناگاتا، یاماگاتا (به لاتین: Funagata, Yamagata) یک منطقهٔ مسکونی در ژاپن است که در استان یاماگاتا واقع شده‌است. فوناگاتا ۱۱۹٫۰۳ کیلومتر مربع مساحت و ۵٬۷۸۸ نفر جمعیت دارد.